# 硅酸鈉
矽酸钠（化学式：Na2SiO3），又名硅酸鈉，俗稱泡花鹼、玻璃胶，是無色、透明的粘稠狀固體。
硅酸钠由石英砂与碳酸钠熔合而成；溶于水呈碱性，其透明的浆状溶液稱為水玻璃。硅酸钠遇酸分解，析出硅酸的胶状溶液。
裝有NaOH的玻璃容器（如試管）不能用玻璃塞塞住，因為NaOH會與玻璃中的SiO2反應生成粘稠狀Na2SiO3堵塞試管口。
硅酸钠溶液也不可用玻璃塞，而应用橡胶塞或软木塞。

## 製備
硅酸鈉可由氫氧化鈉与氧化硅的反應製備而成。

## 用途
- 汽車引擎報廢[1][2]
- 修理漏水[3]
- 汙水處理
- 染料輔助劑
- 耐火建材的黏劑
- 陶瓷用泥漿
- 鑄造

## 化學花園實驗
化學花園（又稱水中花園）實驗通常是將金屬的鹽加進硅酸鈉的水溶液中，之後形成纖維狀的結晶，貌似植物。

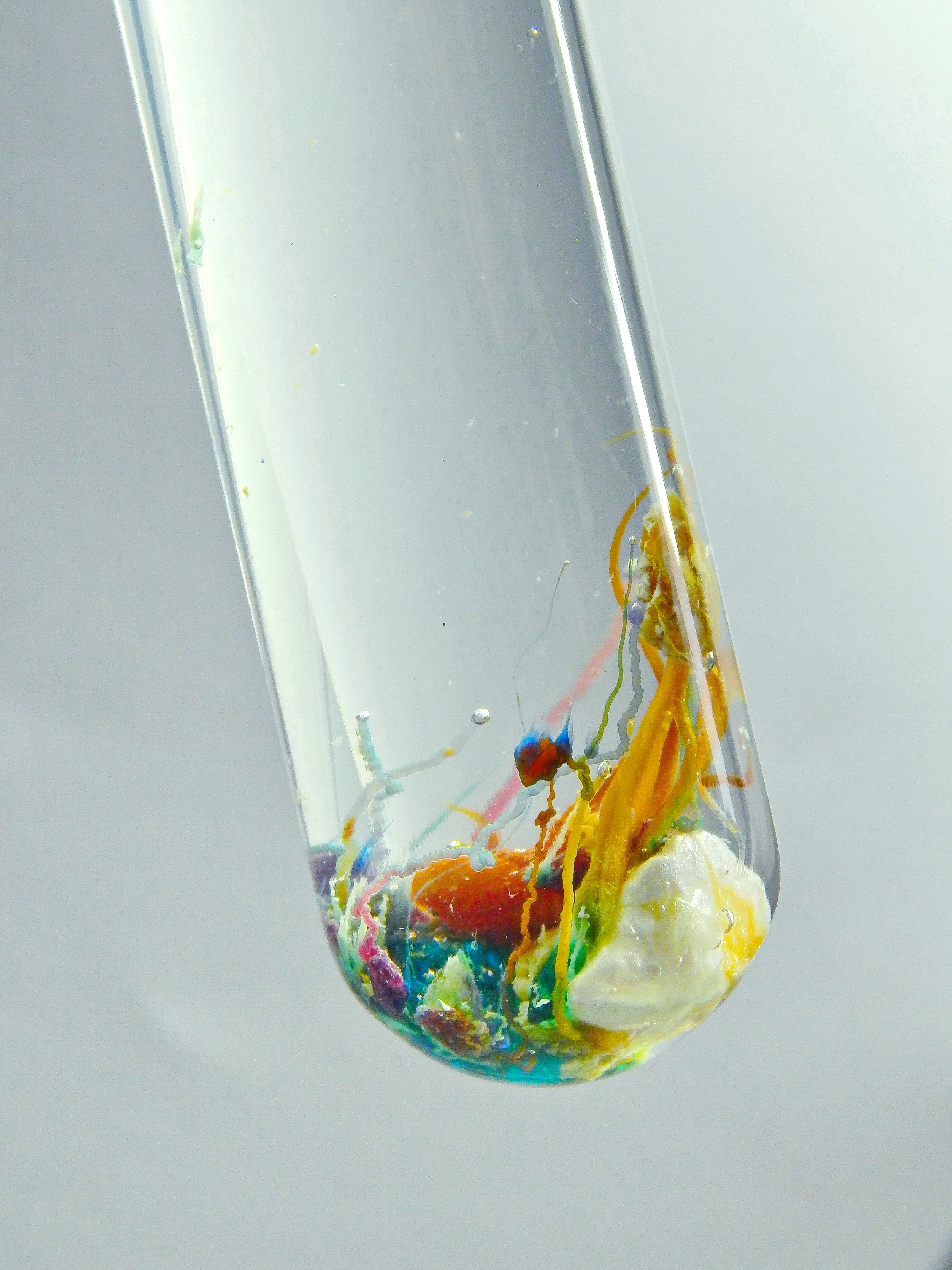
長出多種結晶的水中花園

## 另見
- 矽氧樹脂